# Флугер, Патрик
Патрик Джон Флугер (англ. Patrick John Fleuger; род. 10 декабря 1983 года, Ред-Уинг, США) — американский актёр, известный благодаря роли Адама Рузека в телесериале «Полиция Чикаго».

## Биография
Патрик родился в небольшом городке Ред-Уинге в Миннесоте, был старшим среди троих детей в семье. Посещал школу Red Wing High School.
Первая роль Флугера была в диснеевском фильме 2001 года «Дневники принцессы». Потом несколько лет снимался в эпизодических ролях в различных сериалах, таких как «Справедливая Эми», «Военно-юридическая служба», «Закон и порядок: Специальный корпус», «C.S.I.: Место преступления Майами». Пока не получил в 2004 году одну из главных ролей в телесериале «4400», где и снимался до окончания сериала в 2007 году. Там он играл Шона Фаррела, наделённого способностью исцелять и ставшего «современным мессией», а позднее главой Центра 4400.
Продолжая сниматься в «4400», Патрик в 2005 получил роль Расти в биографической драме «Самый быстрый «Индиан»» с Энтони Хопкинсом в главной роли. В конце 2009 года вышла военная драма «Братья» с Натали Портман, Тоби Магуайром и Джейком Джилленхолом в главных ролях. Флугер сыграл в ней рядового Джо Уиллиса, друга и коллегу главного героя Сэма Кэхилла, которых захватили и пытали талибы. В 2010 году у него была роль сыновей-близнецов Логана и Кэлвина Уэста в небольшом комедийном сериале «Мошенники» о семье Уэстов, мать которых пытается оставить свою преступную деятельность в прошлом.
В 2010 году был занят на съёмках триллера «День матери», где у него была роль Айка Коффина, одного из трёх братьев-грабителей, которых сильно огорчило то, что их мать лишилась дома и они взяли в заложники новых хозяев дома и их гостей. В 2011 году снялся в ремейке фильма 1984 года «Свободные». В 2013 году появился в эпизоде сериала «Мыслить как преступник».
С 2009 года встречается с актрисой и танцовщицей Брайаной Эвиган.

## Фильмография
| Год       |    | Русское название                    | Оригинальное название             | Роль                   |
| --------- | -- | ----------------------------------- | --------------------------------- | ---------------------- |
| 2001      | ф  | Дневники принцессы                  | The Princess Diaries              | Джеремия Харт          |
| 2002      | с  | —                                   | Septuplets                        | Зик Уайлд              |
| 2003      | с  | Справедливая Эми                    | Judging Amy                       | Марк Тарбер            |
| 2003      | с  | The Pitts                           | The Pitts                         | Кит                    |
| 2003      | с  | C.S.I.: Место преступления Майами   | CSI: Miami                        | Брэд Кеннер            |
| 2003      | с  | Бостонская школа                    | Boston Public                     | Джозеф Праджер         |
| 2003      | тф | Дорога в 12 миль                    | Twelve Mile Road                  | Уилл Коффи             |
| 2003      | с  | Grounded for Life                   | Grounded for Life                 | Кейлеб                 |
| 2003      | с  | Военно-юридическая служба           | JAG                               | надзиратель Майлз Ейтс |
| 2004      | тф | —                                   | Paradise                          | Люк Пэрэдайз           |
| 2004      | с  | Во всем виноваты предки             | It’s All Relative                 | Лэнс                   |
| 2004      | с  | Закон и порядок: Специальный корпус | Law & Order: Special Victims Unit | Эйдан Коннор           |
| 2005      | ф  | Самый быстрый «Индиан»              | The World's Fastest Indian        | Расти                  |
| 2007      | ф  | Здесь и сейчас                      | You Are Here                      | Райан                  |
| 2004—2007 | с  | 4400                                | The 4400                          | Шон Фаррелл            |
| 2009      | ф  | Теория убийств                      | Kill Theory                       | Майкл                  |
| 2009      | ф  | Контракт                            | The Job                           | Бубба                  |
| 2009      | ф  | Братья                              | Brothers                          | рядовой Джо Уиллис     |
| 2010      | ф  | —                                   | VideoDome Rent-O-Rama             | Дик /короткометр.      |
| 2010      | с  | Мошенники                           | Scoundrels                        | Логан Уэст / Кэл Уэст  |
| 2010      | ф  | День матери                         | Mother’s Day                      | Айк Коффин             |
| 2011      | ф  | Свободные                           | Footloose                         | Чак Крэнстон           |
| 2012      | с  | Хранилище 13                        | Warehouse 13                      | Эван Смит              |
| 2013      | с  | Мыслить как преступник              | Criminal Minds                    | Пол Уэстин             |
| 2014—2022 | с  | Полиция Чикаго                      | Chicago P.D.                      | Офицер Рузек           |
| 2022      | с  | 4400                                | 4400                              | Калеб                  |